# Valeriana amazonum
Valeriana amazonum (Fridl. & A.Raynal) Christenh. & Byng, 2018 è una pianta della famiglia delle Caprifoliacee, endemica della Sardegna.

## Descrizione
È una pianta perenne, con fusti eretti, alti sino a 90 cm.

Le foglie sono opposte, ovali-lanceolate, di colore verde glauco.

I fiori, di colore bianco-rosaceo, sono riuniti in dense infiorescenze a corimbo.

Il frutto è un achenio allungato e dotato di pappo.

## Distribuzione e habitat
L'unica stazione nota di Valeriana amazonum, comprendente una cinquantina di esemplari, si trova nella Sardegna centrale, sul Monte Corrasi, nei pressi di Oliena, a circa 1.200 m di altitudine.

## Conservazione
Per la ristrettezza del suo areale e la esiguità della popolazione la IUCN Red List considera V. amazonum una specie in pericolo critico di estinzione (Critically Endangered).